# اصل آریایی
اصل آریایی یا پاراگراف آریایی (آلمانی: Arierparagraph) بندی در اساسنامه یک سازمان، شرکت یا سند املاک بود که عضویت یا حق اقامت را فقط برای اعضای «نژاد آریایی» محفوظ می‌داشت و هر غیر آریایی را از چنین حقوقی مستثنی می‌کرد. به ویژه آنهایی که تبار یهودی و اسلاوی دارند. این مسئله از سال ۱۸۸۵ تا ۱۹۴۵ یک بخش جدانشدنی از زندگی عمومی در آلمان و اتریش بود. یکی از اولین نمونه‌های مستند چنین اصلی توسط رهبر ملی‌گرای اتریشی و یهود ستیز گئورگ ریتر فن شنرر در برنامه ملی گرایانه ناسیونالیسم آلمانی در اتریش با عنوان برنامه لینز در سال ۱۸۸۲ تهیه شد و تعداد بیشماری از باشگاه‌های ورزشی ملی آلمان، انجمن‌های آواز، باشگاه‌های مدرسه، و انجمن‌های برادری نیز از این روند پیروی کردند.

## در آلمان نازی

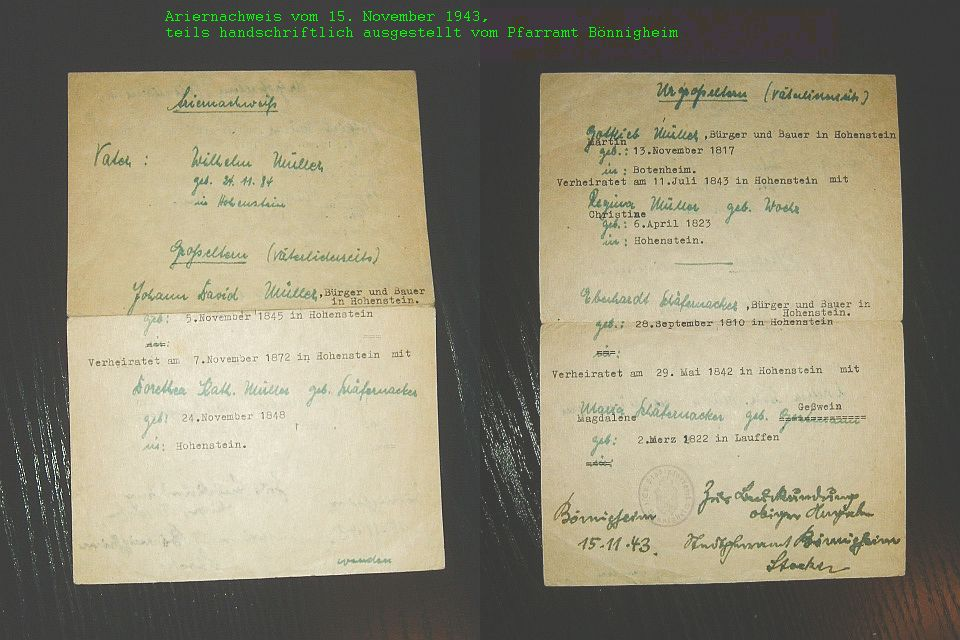
گواهی آریایی در دوران نازی، ۱۹۴۳

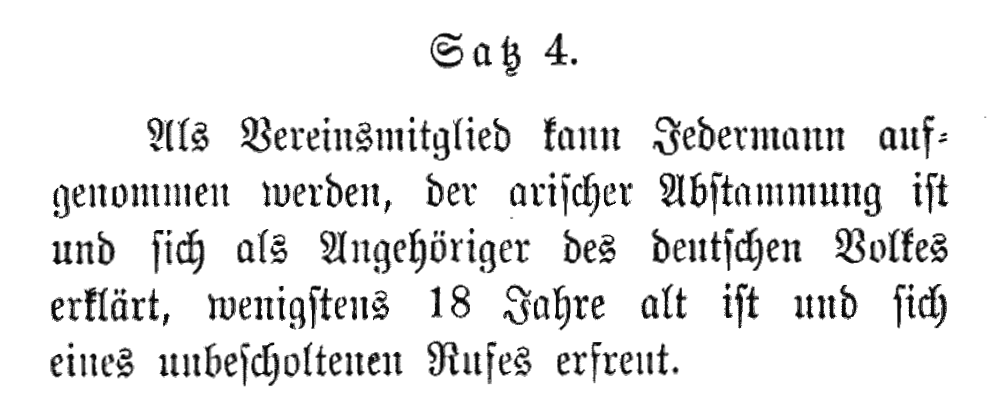
پاراگراف آریایی در اساسنامه باشگاه ژیمناستیک بوزن در سال ۱۹۰۷

شناخته شده‌ترین قوانین اصل آریایی توسط آلمان نازی وضع شد. این اصول برای حذف یهودیان از سازمان‌ها، فدراسیون‌ها، احزاب سیاسی و در نهایت از تمام زندگی عمومی بودند. علاوه بر یهودیان، افرادی دیگری که آریایی محسوب نمی‌شدند شامل لهستانی‌ها، صرب‌ها، روس‌ها و سایر اسلاوها بودند.
بر اساس آیین‌نامه‌ها و برنامه‌های سازمان‌ها و احزاب یهود ستیز در اواخر قرن نوزدهم (مانند حزب سوسیال آلمان در سال ۱۸۸۹)، پاراگراف آریایی برای اولین بار در رایش سوم در تدوین قانون احیای خدمات عمومی حرفه ای ظاهر شد، که در ۷ آوریل ۱۹۳۳ به تصویب رسید. این قانون تصریح می‌کرد که فقط کسانی که نژاد آریایی دارند، یعنی بدون پدر و مادر یا پدربزرگ و مادربزرگ یهودی، می‌توانند در خدمات دولتی استخدام شوند. این ماده قانونی در ۲۵ آوریل ۱۹۳۳ در قانون مبارزه با ازدحام بیش از حد مدارس و دانشگاه‌های آلمان به بخش آموزش تعمیم داده شد.
در ۳۰ ژوئن همان سال، دامنه این ماده قانونی گسترش یافت و به این معنا بود که حتی ازدواج با یک «غیر آریایی» برای اخراج از شغل‌های دولتی کافی بود. فشار حزب نازی، برای همگام سازی با نازی‌ها، بسیاری از فدراسیون‌ها و سازمان‌ها را به پذیرش پاراگراف آریایی سوق داد. بدین ترتیب یهودیان از از سیستم بهداشت عمومی، کشاورزی، شرکت در فعالیت‌های فرهنگی از جمله تولید فیلم و شرکت در تئاتر منع می‌شدند، روندی که در قوانین نورنبرگ «برای جدایی نهایی یهودیان از «ملت» آلمان» به اوج خود رسید. پیش از این استثنائاتی مانند جانبازان جنگ، خدمت در خیزش ملی (Erhebung)، آریایی‌های افتخاری و غیره وجود داشت، اما اکنون یهودیان و «دورگه‌های یهودی» تقریباً در همه مشاغل با ممنوعیت مواجه می‌شدند. ماده قانونی اصل آریایی عمدتاً بدون اعتراض پذیرفته شد، به جز در کلیسای انجیلی که باعث انشعاب «کلیسای اعترافیون» (Confessing Church) که کلیسایی ضد نازی‌ها بود، شد.